# Tercera División A de Chile 2018
El Campeonato Nacional de Tercera División A 2018 fue la 39.º edición de la cuarta categoría del fútbol de Chile, correspondiente a la temporada 2018. Es la competición de fútbol amateur más importante de Chile.

## Sistema de campeonato

### Formato
Son 15 los equipos participantes en Tercera División A. El formato del torneo es de modalidad todos contra todos, a jugar en 15 fechas por ronda (2 en total). Los dos primeros de cada rueda (sin repetirse. Los dos primeros de la primera rueda deben quedar entre los 8 primeros en la segunda rueda o perderán el cupo) clasificaran a una Liguilla Final. Los clubes que finalicen 1.º y 2.º de la liguilla, se ganarán su derecho en cancha de participar en la Segunda División Profesional 2019. Por otra parte, los clubes que terminen 14.º y 15.º respectivamente, juegan una promoción ante los semifinalistas de la Tercera División B 2018.

### Sistema de orden
El orden de clasificación de los equipos, se determinará en una tabla de cómputo general, de la siguiente manera:
- La mayor cantidad de puntos.

En caso de igualdad de puntos de dos o más equipos de un mismo grupo, para definir una clasificación, sea esta en cualquier fase, ascenso y descenso, se determinará de la siguiente forma:
- La mayor cantidad de partidos ganados.
- La mejor diferencia de goles.
- La mayor cantidad de goles marcados.
- La mayor cantidad de goles marcados como visita.
- El que hubiera acumulado mayor puntaje en los enfrentamientos que se efectuaron entre los clubes que se encuentran en la situación de igualdad.
- En caso de persistir la igualdad, se desarrollará un partido único en cancha neutral, determinada por la División (Art. 182 y 189 del Reglamento ANFA).

En el campeonato se observará el sistema de puntos, de acuerdo a la reglamentación de la Internacional F.A. Board, asignándose tres puntos, al equipo que resulte ganador; un punto, a cada uno en caso de empate; y cero punto al perdedor.

## Equipos participantes

### Equipos por región
| Equipo                  | Región        | Ciudad      |
| ----------------------- | ------------- | ----------- |
| Municipal Mejillones    | Antofagasta   | Mejillones  |
| Provincial Ovalle       | Coquimbo      | Ovalle      |
| Brujas de Salamanca     | Coquimbo      | Salamanca   |
| Deportes Limache        | Valparaíso    | Limache     |
| Trasandino              | Valparaíso    | Los Andes   |
| Escuela de Fútbol Macul | Metropolitana | Macul       |
| Lautaro de Buin         | Metropolitana | Buin        |
| Municipal Santiago      | Metropolitana | Santiago    |
| Real San Joaquín        | Metropolitana | San Joaquín |
| AC Colina               | Metropolitana | Colina      |
| Deportes Rengo          | O'Higgins     | Rengo       |
| Rancagua Sur            | O'Higgins     | Rancagua    |
| Tomás Greig FC          | O'Higgins     | Rancagua    |
| Deportes Linares        | Maule         | Linares     |
| Provincial Osorno       | Los Lagos     | Osorno      |

| Municipal Santiago Real San Joaquín Escuela de Fútbol Macul |

## Postulantes
Los 5 clubes descendidos de Segunda División solo 3 postularon a esta categoría.
| Equipos           | Ciudad     | Región        |
| ----------------- | ---------- | ------------- |
| Trasandino        | Los Andes  | Valparaíso    |
| Deportes Pintana  | La Pintana | Metropolitana |
| Lota Schwager     | Coronel    | Biobío        |
| Naval             | Talcahuano | Biobío        |
| Provincial Osorno | Osorno     | Los Lagos     |
| 1. 2. 3.          |            |               |

## Relevos
| Pos | a Segunda División |
| --- | ------------------ |
| 1.º | General Velásquez  |
| 2.º | Fernández Vial     |

| Pos  | a Tercera División A       |
| ---- | -------------------------- |
| 10.º | Lota Schwager              |
| 12.º | Trasandino                 |
| 2.º  | Naval de Talcahuano        |
| 10.º | Deportes Pintana           |
| 11.º | Deportes Provincial Osorno |

| Pos | a Tercera División A    |
| --- | ----------------------- |
| 1.º | Municipal Santiago      |
| 2.º | Escuela de Fútbol Macul |
| 3.º | Rancagua Sur            |

| Pos  | a Tercera División B       |
| ---- | -------------------------- |
| 11.º | Deportivo Estación Central |
| 14.º | Gasparín FC                |
| 15.º | Chimbarongo FC             |

## Información
| Equipo                                        | Entrenador         | Estadio                      | Capacidad | Marca                 | Patrocinador            |
| --------------------------------------------- | ------------------ | ---------------------------- | --------- | --------------------- | ----------------------- |
| AC Colina                                     | Juan Pablo Guzmán  | Manuel Rojas del Río         | 4000      | Playmaker             |                         |
| Brujas de Salamanca                           | Juan Pablo Pizarro | Municipal de Salamanca       | 3000      | Four                  | CMD Salamanca           |
| Deportes Limache                              | Erwin Durán        | Ángel Navarrete Candia       | 3000      | Ocapa                 | Transportes CVU         |
| Deportes Linares                              | Rubén Martínez     | Municipal Tucapel Bustamante | 7000      | Estampados Tomax      | Mundo Pacífico          |
| Deportes Rengo                                | Mauricio Benavides | Guillermo Guzmán Díaz        | 3000      | Ovación Chile         | Funny Games             |
| Escuela de Fútbol Macul                       | Marco Moscoso      | Población Santa Julia        | 200       | Dalponte              | Municipalidad de Macul  |
| Lautaro de Buin                               | Ítalo Pinochet     | Lautaro                      | 1500      | TDeportes             |                         |
| Municipal Mejillones                          | Carlos Rojas       | Municipal de Mejillones      | 1500      | JCQ                   | Corpesca                |
| Municipal Santiago                            | Luis Pérez Franco  | Municipal de San Ramón       | 1000      | Kuden                 | CORDESAN                |
| Provincial Osorno                             | Nelson Mores       | Rubén Marcos Peralta         | 12 000    | Spearhead             | Municipalidad de Osorno |
| Provincial Ovalle                             | Jorge Guzmán       | Diaguita                     | 5160      | Training Professional | Cormar Bus              |
| Rancagua Sur                                  | Nelson Fuentes     | Guillermo Saavedra           | 2000      | Eragon                | Baical                  |
| Real San Joaquín                              | Jaime Lizama       | Arturo Vidal                 | 3500      | Kuden                 | Carnes Bilbao           |
| Tomás Greig                                   | John Greig         | Guillermo Saavedra           | 2000      | Andrómeda             | Essbio                  |
| Trasandino                                    | Miguel Sánchez     | Regional de Los Andes        | 3300      | Training Professional | Steel Ferrovial         |
| Actualizado el 14 de abril de 2018, 16:26 UTC |                    |                              |           |                       |                         |
| 1.                                            |                    |                              |           |                       |                         |

## Clasificación
| | Equipo                  | PTS | PJ | PG | PE | PP | GF | GC | DG  |
| --- | ----------------------- | --- | -- | -- | -- | -- | -- | -- | --- |
| 1. | Deportes Limache        | 62  | 28 | 19 | 5  | 4  | 61 | 30 | +31 |
| 2. | AC Colina               | 56  | 28 | 17 | 5  | 6  | 65 | 36 | +29 |
| 3. | Deportes Rengo          | 50  | 28 | 14 | 8  | 6  | 35 | 24 | +11 |
| 4. | Municipal Santiago      | 48  | 28 | 14 | 6  | 8  | 45 | 24 | +21 |
| 5. | Deportes Linares        | 48  | 28 | 14 | 6  | 8  | 41 | 24 | +17 |
| 6. | Brujas de Salamanca     | 48  | 28 | 14 | 6  | 8  | 38 | 31 | +7  |
| 7. | Lautaro de Buin         | 47  | 28 | 15 | 2  | 11 | 49 | 37 | +12 |
| 8. | Trasandino              | 47  | 28 | 13 | 8  | 7  | 33 | 25 | +8  |
| 9. | Rancagua Sur            | 44  | 28 | 12 | 8  | 8  | 33 | 23 | +10 |
| 10. | Provincial Ovalle       | 37  | 28 | 10 | 7  | 11 | 40 | 33 | +7  |
| 11. | Provincial Osorno       | 32  | 28 | 7  | 11 | 10 | 34 | 35 | -1  |
| 12. | Real San Joaquín        | 20  | 28 | 5  | 5  | 18 | 36 | 61 | -25 |
| 13. | Municipal Mejillones    | 18  | 28 | 4  | 6  | 18 | 33 | 61 | -28 |
| 14. | Tomás Greig             | 17  | 28 | 4  | 5  | 19 | 33 | 77 | -44 |
| 15. | Escuela de Fútbol Macul | 10  | 28 | 2  | 4  | 22 | 27 | 82 | -55 |
| Actualizado el 11 de noviembre de 2018, 18:30 UTC - Fuente: Estadísticas ANFA Archivado el 10 de abril de 2018 en Wayback Machine. |                         |     |    |    |    |    |    |    |     |

     Acceden a los Play-Offs.

     Acceden a los Play-Offs.

     Acceden a los partidos de Promoción.

## Evolución
| Equipo / Jornada        | 1  | 2  | 3  | 4  | 5  | 6  | 7  | 8  | 9  | 10 | 11 | 12 | 13 | 14 | 15 | 16 | 17 | 18 | 19 | 20 | 21 | 22 | 23 | 24 | 25 | 26 | 27 | 28 | 29 | 30 |
| ----------------------- | -- | -- | -- | -- | -- | -- | -- | -- | -- | -- | -- | -- | -- | -- | -- | -- | -- | -- | -- | -- | -- | -- | -- | -- | -- | -- | -- | -- | -- | -- |
| Deportes Limache        | 2  | 5  | 3  | 1  | 1  | 1  | 1  | 1  | 1  | 1  | 1  | 1  | 1  | 1  | 1  | 1  | 1  | 1  | 1  | 1  | 1  | 1  | 1  | 2  | 2  | 1  | 1  | 2  | 1  | 1  |
| AC Colina               | 14 | 7  | 5  | 5  | 7  | 5  | 4  | 3  | 3  | 5  | 7  | 6  | 4  | 3  | 4  | 3  | 2  | 3  | 4  | 3  | 3  | 2  | 2  | 1  | 1  | 2  | 2  | 1  | 2  | 2  |
| Deportes Rengo          | 9  | 13 | 11 | 11 | 13 | 13 | 13 | 13 | 13 | 11 | 10 | 11 | 10 | 10 | 10 | 10 | 10 | 9  | 9  | 6  | 7  | 5  | 4  | 3  | 3  | 4  | 3  | 3  | 3  | 3  |
| Municipal Santiago      | 11 | 6  | 9  | 8  | 10 | 12 | 9  | 7  | 8  | 9  | 9  | 8  | 7  | 6  | 6  | 8  | 7  | 10 | 10 | 10 | 9  | 9  | 10 | 9  | 6  | 8  | 6  | 4  | 4  | 4  |
| Deportes Linares        | 3  | 1  | 2  | 4  | 6  | 4  | 3  | 5  | 7  | 8  | 6  | 7  | 8  | 8  | 8  | 7  | 5  | 8  | 7  | 9  | 6  | 4  | 5  | 7  | 9  | 7  | 5  | 7  | 6  | 5  |
| Brujas de Salamanca     | 6  | 3  | 1  | 2  | 2  | 2  | 2  | 2  | 2  | 2  | 3  | 2  | 2  | 4  | 3  | 4  | 4  | 2  | 2  | 2  | 2  | 3  | 3  | 4  | 4  | 5  | 7  | 5  | 7  | 6  |
| Lautaro de Buin         | 1  | 4  | 8  | 10 | 8  | 8  | 6  | 6  | 4  | 3  | 5  | 3  | 3  | 2  | 2  | 2  | 3  | 4  | 3  | 5  | 5  | 7  | 9  | 8  | 8  | 6  | 8  | 8  | 9  | 7  |
| Trasandino              | 5  | 2  | 4  | 3  | 4  | 7  | 8  | 9  | 5  | 4  | 4  | 5  | 6  | 5  | 5  | 5  | 6  | 5  | 8  | 7  | 10 | 10 | 8  | 6  | 5  | 3  | 4  | 6  | 5  | 8  |
| Rancagua Sur            | 13 | 9  | 6  | 6  | 3  | 6  | 7  | 8  | 9  | 7  | 8  | 9  | 9  | 9  | 9  | 9  | 8  | 6  | 5  | 4  | 4  | 6  | 7  | 5  | 7  | 9  | 9  | 9  | 8  | 9  |
| Provincial Ovalle       | 4  | 8  | 10 | 7  | 5  | 3  | 5  | 4  | 6  | 6  | 2  | 4  | 5  | 7  | 7  | 6  | 9  | 7  | 6  | 8  | 8  | 8  | 6  | 10 | 10 | 10 | 10 | 10 | 10 | 10 |
| Provincial Osorno       | 8  | 11 | 12 | 12 | 12 | 11 | 12 | 11 | 11 | 13 | 13 | 13 | 12 | 11 | 12 | 11 | 11 | 11 | 11 | 11 | 11 | 11 | 11 | 11 | 11 | 11 | 11 | 11 | 11 | 11 |
| Real San Joaquín        | 10 | 14 | 13 | 13 | 9  | 10 | 11 | 12 | 12 | 12 | 12 | 10 | 11 | 12 | 11 | 12 | 12 | 12 | 12 | 12 | 12 | 12 | 12 | 12 | 12 | 12 | 12 | 12 | 12 | 12 |
| Municipal Mejillones    | 12 | 15 | 15 | 15 | 15 | 14 | 15 | 15 | 15 | 15 | 15 | 14 | 14 | 14 | 14 | 14 | 14 | 14 | 14 | 14 | 14 | 14 | 14 | 14 | 14 | 14 | 13 | 13 | 13 | 13 |
| Tomás Greig             | 15 | 10 | 7  | 9  | 11 | 9  | 10 | 10 | 10 | 10 | 11 | 12 | 13 | 13 | 13 | 13 | 13 | 13 | 13 | 13 | 13 | 13 | 13 | 13 | 13 | 13 | 14 | 14 | 14 | 14 |
| Escuela de Fútbol Macul | 7  | 12 | 14 | 14 | 14 | 15 | 14 | 14 | 14 | 14 | 14 | 15 | 15 | 15 | 15 | 15 | 15 | 15 | 15 | 15 | 15 | 15 | 15 | 15 | 15 | 15 | 15 | 15 | 15 | 15 |

| 1. 2. 3. 4. 5. 6. 7. 8. 9. |

## Primera rueda
| Lautaro de Buin       | 6 - 2 | Tomás Greig       | Lautaro                 | 13 de abril | 20:00 |
| Municipal Santiago    | 1 - 2 | Trasandino        | Municipal de San Ramón  | 14 de abril | 12:00 |
| Deportes Limache      | 3 - 1 | AC Colina         | Ángel Navarrete         | 14 de abril | 12:00 |
| Brujas de Salamanca   | 1 - 0 | Rancagua Sur      | Municipal de Salamanca  | 14 de abril | 15:00 |
| Deportes Linares      | 3 - 2 | Real San Joaquín  | Tucapel Bustamante      | 14 de abril | 17:30 |
| Provincial Osorno     | 1 - 1 | Escuela Macul     | Rubén Marcos Peralta    | 14 de abril | 19:00 |
| Municipal Mejillones  | 1 - 2 | Provincial Ovalle | Municipal de Mejillones | 14 de abril | 20:00 |
| Libre: Deportes Rengo |       |                   |                         |             |       |

| AC Colina               | 4 - 2 | Lautaro de Buin     | Manuel Rojas del Río    | 21 de abril | 16:00 |
| Trasandino              | 1 - 0 | Deportes Rengo      | Regional de Los Andes   | 21 de abril | 16:30 |
| Provincial Ovalle       | 0 - 1 | Rancagua Sur        | Municipal de Punitaqui  | 21 de abril | 17:00 |
| Tomás Greig             | 4 - 3 | Provincial Osorno   | Lourdes                 | 21 de abril | 19:00 |
| Municipal Mejillones    | 1 - 3 | Municipal Santiago  | Municipal de Mejillones | 21 de abril | 20:00 |
| Escuela de Macul        | 0 - 3 | Deportes Linares    | Santa Julia 2           | 22 de abril | 15:00 |
| Real San Joaquín        | 0 - 1 | Brujas de Salamanca | Arturo Vidal            | 22 de abril | 18:00 |
| Libre: Deportes Limache |       |                     |                         |             |       |

| Brujas de Salamanca    | 1 - 0 | Escuela Macul        | Municipal de Salamanca | 28 de abril | 15:00 |
| Deportes Linares       | 0 - 0 | Tomás Greig          | Tucapel Bustamante     | 28 de abril | 17:00 |
| Provincial Osorno      | 2 - 2 | AC Colina            | Rubén Marcos Peralta   | 28 de abril | 18:00 |
| Deportes Rengo         | 2 - 1 | Municipal Mejillones | Guillermo Guzmán Díaz  | 28 de abril | 18:00 |
| Deportes Limache       | 1 - 0 | Trasandino           | Ángel Navarrete Candia | 28 de abril | 19:00 |
| Rancagua Sur           | 1 - 1 | Real San Joaquín     | Lourdes                | 28 de abril | 19:00 |
| Municipal Santiago     | 0 - 0 | Provincial Ovalle    | Municipal de San Ramón | 9 de mayo   | 12:00 |
| Libre: Lautaro de Buin |       |                      |                        |             |       |

| AC Colina                | 2 - 1 | Deportes Linares    | Manuel Rojas del Río    | 5 de mayo  | 16:00 |
| Trasandino               | 2 - 1 | Lautaro de Buin     | Regional de Los Andes   | 5 de mayo  | 16:00 |
| Municipal Mejillones     | 1 - 3 | Deportes Limache    | Municipal de Mejillones | 5 de mayo  | 20:00 |
| Provincial Ovalle        | 2 - 2 | Real San Joaquín    | Municipal de Punitaqui  | 6 de mayo  | 17:00 |
| Escuela Macul            | 0 - 1 | Rancagua Sur        | Municipal de Peñalolén  | 6 de mayo  | 17:30 |
| Municipal Santiago       | 1 - 1 | Deportes Rengo      | Municipal de San Ramón  | 30 de mayo | 12:00 |
| Tomás Greig              | 1 - 4 | Brujas de Salamanca | Guillermo Saavedra      | 4 de julio | 20:00 |
| Libre: Provincial Osorno |       |                     |                         |            |       |

| Lautaro de Buin         | 1 - 0 | Municipal Mejillones | Lautaro                | 11 de mayo | 20:00 |
| Brujas de Salamanca     | 2 - 1 | AC Colina            | Municipal de Salamanca | 12 de mayo | 15:00 |
| Deportes Limache        | 1 - 0 | Municipal Santiago   | Ángel Navarrete Candia | 12 de mayo | 16:30 |
| Provincial Osorno       | 0 - 0 | Trasandino           | Rubén Marcos Peralta   | 12 de mayo | 18:00 |
| Deportes Rengo          | 0 - 4 | Provincial Ovalle    | Guillermo Guzmán Díaz  | 12 de mayo | 18:00 |
| Rancagua Sur            | 2 - 0 | Tomás Greig          | Patricio Mekis         | 12 de mayo | 19:30 |
| Real San Joaquín        | 4 - 2 | Escuela Macul        | Arturo Vidal           | 13 de mayo | 15:30 |
| Libre: Deportes Linares |       |                      |                        |            |       |

| Municipal Santiago         | 1 - 2 | Lautaro de Buin   | Municipal de San Ramón  | 19 de mayo | 12:00 |
| Trasandino                 | 0 - 2 | Deportes Linares  | Regional de Los Andes   | 19 de mayo | 15:30 |
| AC Colina                  | 2 - 0 | Rancagua Sur      | Manuel Rojas del Río    | 19 de mayo | 16:00 |
| Deportes Rengo             | 1 - 3 | Deportes Limache  | Guillermo Guzmán Díaz   | 19 de mayo | 18:00 |
| Tomás Greig                | 4 - 2 | Real San Joaquín  | Guillermo Saavedra      | 19 de mayo | 19:00 |
| Municipal Mejillones       | 1 - 1 | Provincial Osorno | Municipal de Mejillones | 19 de mayo | 20:00 |
| Provincial Ovalle          | 4 - 0 | Escuela Macul     | Diaguita                | 20 de mayo | 15:30 |
| Libre: Brujas de Salamanca |       |                   |                         |            |       |

| Lautaro de Buin     | 2 - 1 | Deportes Rengo       | Lautaro                | 26 de mayo | 12:00 |
| Deportes Limache    | 2 - 2 | Provincial Ovalle    | Ángel Navarrete        | 26 de mayo | 12:30 |
| Brujas de Salamanca | 2 - 1 | Trasandino           | Municipal de Salamanca | 26 de mayo | 15:00 |
| Deportes Linares    | 2 - 0 | Municipal Mejillones | Tucapel Bustamante     | 26 de mayo | 17:00 |
| Provincial Osorno   | 0 - 1 | Municipal Santiago   | Alberto Allaire        | 26 de mayo | 18:00 |
| Real San Joaquín    | 1 - 4 | AC Colina            | Arturo Vidal           | 27 de mayo | 18:00 |
| Escuela de Macul    | 5 - 4 | Tomás Greig          | Municipal de Peñalolén | 27 de mayo | 19:00 |
| Libre: Rancagua Sur |       |                      |                        |            |       |

| Deportes Limache        | 5 - 0 | Lautaro de Buin     | Municipal de Olmué      | 2 de junio | 12:00 |
| Municipal Santiago      | 2 - 0 | Deportes Linares    | Municipal de San Ramón  | 2 de junio | 12:00 |
| Trasandino              | 0 - 0 | Rancagua Sur        | Regional de Los Andes   | 2 de junio | 15:00 |
| AC Colina               | 9 - 3 | Escuela Macul       | Manuel Rojas del Río    | 2 de junio | 17:00 |
| Provincial Ovalle       | 1 - 1 | Tomás Greig         | Diaguita                | 2 de junio | 18:00 |
| Municipal Mejillones    | 2 - 3 | Brujas de Salamanca | Municipal de Mejillones | 2 de junio | 20:00 |
| Deportes Rengo          | 3 - 3 | Provincial Osorno   | Guillermo Guzmán        | 3 de junio | 18:00 |
| Libre: Real San Joaquín |       |                     |                         |            |       |

| Brujas de Salamanca  | 0 - 0 | Municipal Santiago   | Municipal de Salamanca | 9 de junio  | 15:00 |
| Lautaro de Buin      | 2 - 1 | Provincial Ovalle    | Lautaro                | 9 de junio  | 16:00 |
| Rancagua Sur         | 0 - 0 | Municipal Mejillones | Guillermo Saavedra     | 9 de junio  | 19:00 |
| Real San Joaquín     | 1 - 2 | Trasandino           | Arturo Vidal           | 10 de junio | 16:30 |
| Provincial Osorno    | 2 - 3 | Deportes Limache     | Rubén Marcos Peralta   | 10 de junio | 17:00 |
| Deportes Linares     | 0 - 1 | Deportes Rengo       | Tucapel Bustamante     | 11 de julio | 19:30 |
| Tomás Greig          | 0 - 1 | AC Colina            | Guillermo Saavedra     | 18 de julio | 12:30 |
| Libre: Escuela Macul |       |                      |                        |             |       |

| Municipal Santiago   | 0 - 1 | Rancagua Sur        | Municipal de San Ramón  | 16 de junio | 12:00 |
| Lautaro de Buin      | 2 - 1 | Provincial Osorno   | Lautaro                 | 16 de junio | 15:00 |
| Trasandino           | 1 - 0 | Escuela Macul       | Regional de Los Andes   | 16 de junio | 15:30 |
| Municipal Mejillones | 1 - 1 | Real San Joaquín    | Municipal de Mejillones | 16 de junio | 16:00 |
| Deportes Rengo       | 1 - 0 | Brujas de Salamanca | Guillermo Guzmán Díaz   | 16 de junio | 16:30 |
| Deportes Limache     | 1 - 1 | Deportes Linares    | Municipal de Olmué      | 16 de junio | 19:00 |
| Provincial Ovalle    | 3 - 1 | AC Colina           | Diaguita                | 17 de junio | 15:30 |
| Libre: Tomás Greig   |       |                     |                         |             |       |

| Brujas de Salamanca | 0 - 1 | Deportes Limache     | Municipal de Salamanca  | 23 de junio | 15:00 |
| Deportes Linares    | 2 - 1 | Lautaro de Buin      | Tucapel Bustamante      | 23 de junio | 16:30 |
| Rancagua Sur        | 0 - 1 | Deportes Rengo       | Guillermo Saavedra      | 23 de junio | 19:00 |
| Provincial Osorno   | 1 - 2 | Provincial Ovalle    | Centenario de Purranque | 24 de junio | 16:00 |
| Real San Joaquín    | 2 - 1 | Municipal Santiago   | Arturo Vidal            | 24 de junio | 16:00 |
| Escuela Macul       | 4 - 4 | Municipal Mejillones | Santa Julia 2           | 24 de junio | 17:00 |
| Tomás Greig         | 1 - 1 | Trasandino           | Guillermo Saavedra      | 24 de junio | 17:30 |
| Libre: AC Colina    |       |                      |                         |             |       |

| Municipal Santiago       | 4 - 0 | Escuela Macul       | Municipal de San Ramón  | 30 de junio | 12:00 |
| Lautaro de Buin          | 4 - 0 | Brujas de Salamanca | Lautaro                 | 30 de junio | 15:00 |
| Trasandino               | 2 - 2 | AC Colina           | Regional de Los Andes   | 30 de junio | 15:30 |
| Municipal Mejillones     | 5 - 1 | Tomás Greig         | Municipal de Mejillones | 30 de junio | 15:30 |
| Deportes Limache         | 3 - 2 | Rancagua Sur        | Gustavo Ocaranza        | 30 de junio | 16:00 |
| Deportes Rengo           | 1 - 2 | Real San Joaquín    | Guillermo Guzmán Díaz   | 30 de junio | 16:00 |
| Provincial Osorno        | 1 - 0 | Deportes Linares    | Rubén Marcos Peralta    | 1 de julio  | 16:00 |
| Libre: Provincial Ovalle |       |                     |                         |             |       |

| Rancagua Sur        | 2 - 0 | Lautaro de Buin      | Guillermo Saavedra     | 7 de julio | 16:00 |
| AC Colina           | 6 - 1 | Municipal Mejillones | Manuel Rojas del Río   | 7 de julio | 17:00 |
| Deportes Linares    | 1 - 1 | Provincial Ovalle    | Tucapel Bustamante     | 7 de julio | 17:30 |
| Brujas de Salamanca | 0 - 1 | Provincial Osorno    | Municipal de Salamanca | 8 de julio | 15:00 |
| Real San Joaquín    | 1 - 3 | Deportes Limache     | Arturo Vidal           | 8 de julio | 16:00 |
| Tomás Greig         | 1 - 3 | Municipal Santiago   | Guillermo Saavedra     | 8 de julio | 17:30 |
| Escuela Macul       | 0 - 0 | Deportes Rengo       | Municipal de Peñalolén | 8 de julio | 19:00 |
| Libre: Trasandino   |       |                      |                        |            |       |

| Municipal Santiago          | 2 - 1 | AC Colina           | Municipal de San Ramón | 14 de julio | 12:00 |
| Lautaro de Buin             | 2 - 1 | Real San Joaquín    | Lautaro                | 14 de julio | 13:00 |
| Provincial Ovalle           | 0 - 1 | Trasandino          | Diaguita               | 14 de julio | 16:00 |
| Deportes Rengo              | 4 - 0 | Tomás Greig         | Guillermo Guzmán Díaz  | 14 de julio | 16:00 |
| Deportes Limache            | 1 - 0 | Escuela Macul       | Gustavo Ocaranza       | 14 de julio | 16:00 |
| Deportes Linares            | 1 - 1 | Brujas de Salamanca | Tucapel Bustamante     | 14 de julio | 18:00 |
| Provincial Osorno           | 1 - 1 | Rancagua Sur        | Rubén Marcos           | 15 de julio | 16:00 |
| Libre: Municipal Mejillones |       |                     |                        |             |       |

| Brujas de Salamanca       | 2 - 0 | Provincial Ovalle    | Municipal de Salamanca | 21 de julio | 15:00 |
| Trasandino                | 1 - 1 | Municipal Mejillones | Regional de Los Andes  | 21 de julio | 15:30 |
| AC Colina                 | 1 - 1 | Deportes Rengo       | Manuel Rojas del Río   | 22 de julio | 12:00 |
| Real San Joaquín          | 3 - 2 | Provincial Osorno    | Arturo Vidal           | 22 de julio | 16:00 |
| Tomás Greig               | 1 - 4 | Deportes Limache     | Lourdes                | 22 de julio | 17:30 |
| Rancagua Sur              | 1 - 1 | Deportes Linares     | Guillermo Saavedra     | 22 de julio | 18:00 |
| Escuela Macul             | 1 - 3 | Lautaro de Buin      | Municipal de Peñalolén | 22 de julio | 19:00 |
| Libre: Municipal Santiago |       |                      |                        |             |       |

## Segunda rueda
| Trasandino            | 2 - 0 | Municipal Santiago   | Regional de Los Andes | 28 de julio | 15:30 |
| AC Colina             | 3 - 2 | Deportes Limache     | Manuel Rojas del Río  | 28 de julio | 16:00 |
| Rancagua Sur          | 2 - 2 | Brujas de Salamanca  | Guillermo Saavedra    | 28 de julio | 18:00 |
| Provincial Ovalle     | 3 - 0 | Municipal Mejillones | Diaguita              | 28 de julio | 18:00 |
| Real San Joaquín      | 2 - 3 | Deportes Linares     | Arturo Vidal          | 29 de julio | 16:00 |
| Tomás Greig           | 0 - 2 | Lautaro de Buin      | Lourdes               | 29 de julio | 17:00 |
| Escuela Macul         | 1 - 3 | Provincial Osorno    | Santa Julia 2         | 29 de julio | 18:00 |
| Libre: Deportes Rengo |       |                      |                       |             |       |

| Municipal Santiago      | 1 - 0 | Municipal Mejillones | Municipal de San Ramón     | 4 de agosto | 12:00 |
| Lautaro de Buin         | 0 - 1 | AC Colina            | Lautaro de Buin            | 4 de agosto | 15:00 |
| Brujas de Salamanca     | 2 - 1 | Real San Joaquín     | Municipal n°2 de Salamanca | 4 de agosto | 15:00 |
| Deportes Rengo          | 1 - 0 | Trasandino           | Guillermo Guzmán Díaz      | 4 de agosto | 16:00 |
| Deportes Linares        | 5 - 0 | Escuela Macul        | Tucapel Bustamante         | 5 de agosto | 16:00 |
| Provincial Osorno       | 2 - 0 | Tomás Greig          | Rubén Marcos               | 5 de agosto | 16:00 |
| Rancagua Sur            | 1 - 0 | Provincial Ovalle    | Guillermo Saavedra         | 5 de agosto | 17:00 |
| Libre: Deportes Limache |       |                      |                            |             |       |

| Trasandino             | 1 - 0 | Deportes Limache    | Regional de Los Andes   | 11 de agosto | 15:30 |
| AC Colina              | 0 - 0 | Provincial Osorno   | Manuel Rojas del Río    | 11 de agosto | 16:00 |
| Municipal Mejillones   | 0 - 1 | Deportes Rengo      | Municipal de Mejillones | 11 de agosto | 16:00 |
| Tomás Greig            | 1 - 0 | Deportes Linares    | Lourdes                 | 11 de agosto | 18:00 |
| Provincial Ovalle      | 1 - 0 | Municipal Santiago  | Diaguita                | 12 de agosto | 16:00 |
| Real San Joaquín       | 0 - 1 | Rancagua Sur        | Arturo Vidal            | 12 de agosto | 17:00 |
| Escuela Macul          | 1 - 4 | Brujas de Salamanca | Santa Julia 2           | 12 de agosto | 17:00 |
| Libre: Lautaro de Buin |       |                     |                         |              |       |

| Lautaro de Buin          | 2 - 0 | Trasandino           | Lautaro                | 18 de agosto | 13:00 |
| Brujas de Salamanca      | 2 - 1 | Tomás Greig          | Municipal de Salamanca | 18 de agosto | 16:00 |
| Deportes Limache         | 6 - 0 | Municipal Mejillones | Gustavo Ocaranza       | 18 de agosto | 17:00 |
| Deportes Linares         | 2 - 1 | AC Colina            | Tucapel Bustamante     | 18 de agosto | 17:30 |
| Rancagua Sur             | 4 - 1 | Escuela Macul        | Guillermo Saavedra     | 18 de agosto | 18:00 |
| Real San Joaquín         | 0 - 2 | Provincial Ovalle    | Arturo Vidal           | 18 de agosto | 19:00 |
| Deportes Rengo           | 1 - 0 | Municipal Santiago   | Guillermo Guzmán       | 18 de agosto | 19:30 |
| Libre: Provincial Osorno |       |                      |                        |              |       |

| Municipal Santiago      | 2 - 0 | Deportes Limache    | Municipal de San Ramón  | 25 de agosto | 12:00 |
| Provincial Ovalle       | 0 - 1 | Deportes Rengo      | Diaguita                | 25 de agosto | 16:00 |
| Trasandino              | 1 - 1 | Provincial Osorno   | Regional de Los Andes   | 25 de agosto | 16:00 |
| Municipal Mejillones    | 3 - 1 | Lautaro de Buin     | Municipal de Mejillones | 25 de agosto | 16:00 |
| AC Colina               | 4 - 2 | Brujas de Salamanca | Manuel Rojas del Río    | 25 de agosto | 16:00 |
| Tomás Greig             | 0 - 3 | Rancagua Sur        | Patricio Mekis          | 25 de agosto | 17:00 |
| Escuela Macul           | 1 - 0 | Real San Joaquín    | Municipal de Peñalolén  | 26 de agosto | 17:00 |
| Libre: Deportes Linares |       |                     |                         |              |       |

| Lautaro de Buin            | 1 - 2 | Municipal Santiago   | Lautaro            | 1 de septiembre | 15:30 |
| Deportes Linares           | 1 - 0 | Trasandino           | Tucapel Bustamante | 1 de septiembre | 17:30 |
| Deportes Limache           | 1 - 1 | Deportes Rengo       | Gustavo Ocaranza   | 1 de septiembre | 18:00 |
| Rancagua Sur               | 0 - 0 | AC Colina            | Guillermo Saavedra | 1 de septiembre | 19:00 |
| Provincial Osorno          | 2 - 0 | Municipal Mejillones | Rubén Marcos       | 2 de septiembre | 16:00 |
| Escuela Macul              | 1 - 1 | Provincial Ovalle    | Santa Julia 2      | 2 de septiembre | 17:00 |
| Real San Joaquín           | 3 - 3 | Tomás Greig          | Arturo Vidal       | 2 de septiembre | 17:30 |
| Libre: Brujas de Salamanca |       |                      |                    |                 |       |

| Municipal Santiago   | 0 - 0 | Provincial Osorno   | Municipal de San Ramón  | 8 de septiembre | 12:00 |
| Municipal Mejillones | 1 - 4 | Deportes Linares    | Municipal de Mejillones | 8 de septiembre | 16:00 |
| AC Colina            | 2 - 0 | Real San Joaquín    | Manuel Rojas del Río    | 8 de septiembre | 16:00 |
| Trasandino           | 1 - 1 | Brunas de Salamanca | Regional de los Andes   | 8 de septiembre | 16:30 |
| Provincial Ovalle    | 3 - 3 | Deportes Limache    | Diaguita                | 8 de septiembre | 17:00 |
| Tomás Greig          | 2 - 1 | Escuela Macul       | Nororiente              | 8 de septiembre | 18:00 |
| Deportes Rengo       | 2 - 0 | Lautaro de Buin     | Guillermo Guzmán Díaz   | 8 de septiembre | 19:30 |
| Libre: Rancagua Sur  |       |                     |                         |                 |       |

| Brujas de Salamanca     | 3 - 1 | Municipal Mejillones | Municipal de Salamanca | 15 de septiembre | 15:00 |
| Provincial Osorno       | 0 - 1 | Deportes Rengo       | Rubén Marcos           | 15 de septiembre | 18:00 |
| Rancagua Sur            | 1 - 2 | Trasandino           | Guillermo Saavedra     | 15 de septiembre | 19:00 |
| Deportes Linares        | 0 - 0 | Municipal Santiago   | Tucapel Bustamante     | 15 de septiembre | 21:00 |
| Tomás Greig             | 0 - 2 | Provincial Ovalle    | Guillermo Saavedra     | 16 de septiembre | 17:00 |
| Escuela Macul           | 1 - 3 | AC Colina            | Santa Julia 2          | 16 de septiembre | 17:00 |
| Lautaro de Buin         | 3 -0  | Deportes Limache     | Lautaro                | 10 de octubre    | 16:00 |
| Libre: Real San Joaquín |       |                      |                        |                  |       |

| Municipal Santiago   | 1 - 0 | Brujas de Salamanca | Municipal de San Ramón  | 22 de septiembre | 12:00 |
| Municipal Mejillones | 1 - 2 | Rancagua Sur        | Municipal de Mejillones | 22 de septiembre | 16:00 |
| AC Colina            | 4 - 1 | Tomás Greig         | Manuel Rojas del Río    | 22 de septiembre | 16:00 |
| Provincial Ovalle    | 1 - 3 | Lautaro de Buin     | Diaguita                | 22 de septiembre | 17:00 |
| Deportes Limache     | 1 - 1 | Provincial Osorno   | Gustavo Ocaranza        | 22 de septiembre | 17:30 |
| Trasandino           | 3 - 0 | Real San Joaquín    | Regional de Los Andes   | 23 de septiembre | 16:30 |
| Deportes Rengo       | 1 - 0 | Deportes Linares    | Guillermo Guzmán Díaz   | 23 de septiembre | 17:00 |
| Libre: Escuela Macul |       |                     |                         |                  |       |

| Rancagua Sur        | 1 - 3 | Municipal Santiago   | Guillermo Saavedra     | 28 de septiembre | 20:00 |
| Brujas de Salamanca | 1 - 1 | Deportes Rengo       | Municipal de Salamanca | 29 de septiembre | 15:00 |
| AC Colina           | 2 - 1 | Provincial Ovalle    | Manuel Rojas del Río   | 29 de septiembre | 16:00 |
| Deportes Linares    | 1 - 2 | Deportes Limache     | Tucapel Bustamante     | 29 de septiembre | 17:30 |
| Real San Joaquín    | 3 - 2 | Municipal Mejillones | Arturo Vidal           | 30 de septiembre | 16:00 |
| Escuela Macul       | 1 - 2 | Trasandino           | Santa Julia 2          | 30 de septiembre | 17:00 |
| Provincial Osorno   | 1 - 1 | Lautaro de Buin      | Rubén Marcos           | 30 de septiembre | 18:00 |
| Libre: Tomás Greig  |       |                      |                        |                  |       |

| Municipal Santiago   | 2 - 2 | Real San Joaquín    | Municipal de San Ramón  | 6 de octubre | 12:00 |
| Municipal Mejillones | 1 - 0 | Escuela Macul       | Municipal de Mejillones | 6 de octubre | 16:00 |
| Lautaro de Buin      | 0 - 1 | Deportes Linares    | Lautaro                 | 6 de octubre | 16:30 |
| Trasandino           | 3 - 0 | Tomás Greig         | Regional de los Andes   | 6 de octubre | 16:30 |
| Deportes Limache     | 2 - 0 | Brujas de Salamanca | Gustavo Ocaranza        | 6 de octubre | 17:00 |
| Provincial Ovalle    | 0 - 2 | Provincial Osorno   | Diaguita                | 6 de octubre | 18:00 |
| Deportes Rengo       | 1 - 1 | Rancagua Sur        | Guillermo Guzmán Díaz   | 7 de octubre | 17:00 |
| Libre: AC Colina     |       |                     |                         |              |       |

| Brujas de Salamanca      | 0 - 0 | Lautaro de Buin      | Municipal de Salamanca | 13 de octubre | 15:00 |
| AC Colina                | 3 - 1 | Trasandino           | Manuel Rojas del Río   | 13 de octubre | 16:00 |
| Deportes Linares         | 3 - 0 | Provincial Osorno    | Tucapel Bustamante     | 13 de octubre | 18:00 |
| Tomás Greig              | 2 - 4 | Municipal Mejillones | Guillermo Saavedra     | 13 de octubre | 18:00 |
| Real San Joaquín         | 1 - 2 | Deportes Rengo       | Arturo Vidal           | 13 de octubre | 19:00 |
| Escuela Macul            | 1 - 5 | Municipal Santiago   | Santa Julia 2          | 14 de octubre | 17:00 |
| Rancagua Sur             | 0 - 1 | Deportes Limache     | Guillermo Saavedra     | 31 de octubre | 20:00 |
| Libre: Provincial Ovalle |       |                      |                        |               |       |

| Municipal Santiago   | 7 - 1 | Tomás Greig         | Municipal de San Ramón  | 20 de octubre  | 12:00 |
| Deportes Rengo       | 4 - 0 | Escuela Macul       | Guillermo Guzmán Díaz   | 20 de octubre  | 16:00 |
| Municipal Mejillones | 0 - 2 | AC Colina           | Municipal de Mejillones | 20 de octubre  | 16:00 |
| Provincial Ovalle    | 2 - 1 | Deportes Linares    | Diaguita                | 20 de octubre  | 17:00 |
| Deportes Limache     | 5 - 1 | Real San Joaquín    | Gustavo Ocaranza        | 20 de octubre  | 17:30 |
| Provincial Osorno    | 0 - 1 | Brujas de Salamanca | Rubén Marcos            | 21 de octubre  | 16:00 |
| Lautaro de Buin      | 0 - 2 | Rancagua Sur        | Lautaro                 | 3 de noviembre | 12:00 |
| Libre: Trasandino    |       |                     |                         |                |       |

| AC Colina                   | 2 - 3 | Municipal Santiago | Manuel Rojas del Río   | 27 de octubre  | 16:00 |
| Brujas de Salamanca         | 1 - 2 | Deportes Linares   | Municipal de Salamanca | 27 de octubre  | 16:30 |
| Trasandino                  | 2 - 1 | Provincial Ovalle  | Regional de Los Andes  | 27 de octubre  | 16:30 |
| Real San Joaquín            | 0 - 2 | Lautaro de Buin    | Arturo Vidal           | 27 de octubre  | 19:00 |
| Escuela Macul               | 1 - 2 | Deportes Limache   | Santa Julia 2          | 28 de octubre  | 17:00 |
| Tomás Greig                 | 1 - 1 | Deportes Rengo     | Patricio Mekis         | 28 de octubre  | 18:00 |
| Rancagua Sur                | 3 - 1 | Provincial Osorno  | Lourdes                | 7 de noviembre | 18:30 |
| Libre: Municipal Mejillones |       |                    |                        |                |       |

| Provincial Ovalle         | 1 - 2 | Brujas de Salamanca | Diaguita                | 10 de noviembre | 17:00 |
| Deportes Limache          | 2 - 1 | Tomás Greig         | Gustavo Ocaranza        | 10 de noviembre | 17:00 |
| Municipal Mejillones      | 1 - 1 | Trasandino          | Municipal de Mejillones | 10 de noviembre | 17:00 |
| Deportes Rengo            | 0 - 1 | AC Colina           | Guillermo Guzmán Díaz   | 10 de noviembre | 18:00 |
| Deportes Linares          | 1 - 0 | Rancagua Sur        | Tucapel Bustamante      | 11 de noviembre | 15:00 |
| Lautaro de Buin           | 6 - 1 | Escuela Macul       | Lautaro                 | 11 de noviembre | 15:00 |
| Provincial Osorno         | 2 - 0 | Real San Joaquín    | Rubén Marcos            | 11 de noviembre | 16:00 |
| Libre: Municipal Santiago |       |                     |                         |                 |       |

## Play-Offs
A esta instancia llegan los 2 primeros de cada rueda (sin repetirse en una u otra rueda). Los clubes que clasifiquen desde la primera rueda, deben quedar como mínimo en el octavo lugar de la segunda rueda, para validarse como semifinalistas de la Liguilla. Los 4 equipos jugarán esta liguilla, en un formato de todos contra todos, en 2 ruedas de 3 fechas cada uno.
|                                                   | Equipo           | PTS | PJ | PG | PE | PP | GF | GC | DG  |
| ------------------------------------------------- | ---------------- | --- | -- | -- | -- | -- | -- | -- | --- |
| 1.                                                | Lautaro de Buin  | 12  | 6  | 3  | 3  | 0  | 15 | 10 | 5   |
| 2.                                                | AC Colina        | 11  | 6  | 3  | 2  | 1  | 11 | 9  | 2   |
| 3.                                                | Deportes Limache | 9   | 6  | 2  | 3  | 1  | 13 | 9  | 4   |
| 4.                                                | Deportes Rengo   | 0   | 6  | 0  | 0  | 6  | 6  | 17 | -11 |
| Actualizado el 25 de noviembre de 2018, 20:01 UTC |                  |     |    |    |    |    |    |    |     |

     Campeón. Asciende a la Segunda División.
     Subcampeón. Asciende a la Segunda División.
     Se mantienen en la categoría.

## Campeón
|                 |
| Lautaro de Buin |
| 1.er título     |

## Promoción
A esta instancia llegan los 2 peores equipos de la fase regular de la Tercera División A 2018 (Escuela de Macul y Tomás Greig) y los 2 perdedores de las semifinales de la Tercera División B 2018 (Unión Compañías y Ferroviarios), quienes conformarán 2 llaves en partidos de ida y vuelta. Los 2 equipos de la Tercera División B, serán locales en los partidos de ida, por pertenecer a la categoría menor, por lo que Tomás Greig y Escuela de Macul, serán locales en los partidos de vuelta de las llaves. Los ganadores de las 2 llaves, jugarán en la Tercera División A 2019, mientras que los 2 perdedores jugarán en la Tercera División B 2019.
| Fechas        | Tercera División A      | Global     | Tercera División B | Ida   | Vuelta |
| ------------- | ----------------------- | ---------- | ------------------ | ----- | ------ |
| 08.12 / 16.12 | Tomás Greig             | 4:4 (3:4p) | Ferroviarios       | 3 - 1 | 1 - 3  |
| 09.12 / 15.12 | Escuela de Fútbol Macul | 0:5        | Unión Compañías    | 0 - 1 | 0 - 4  |

## Goleadores
| Jugador                                           | Equipo               | Anotado |
| ------------------------------------------------- | -------------------- | ------- |
| Daniel Castro                                     | Deportes Limache     | 28      |
| Fabián Pizarro                                    | Deportes Limache     | 16      |
| Sebastian Julio                                   | AC Colina            | 15      |
| Gonzalo Tapia                                     | Real San Joaquín     | 15      |
| José Sagredo                                      | Lautaro de Buin      | 12      |
| Leandro Ruíz                                      | Provincial Ovalle    | 12      |
| José Isla                                         | Deportes Rengo       | 11      |
| William Millar                                    | Escuela Macul        | 11      |
| Mauricio Flores                                   | Lautaro de Buin      | 11      |
| José Tomás Arancibia                              | Trasandino           | 11      |
| Jorge Muñoz                                       | AC Colina            | 10      |
| Williams Villegas                                 | Municipal Santiago   | 10      |
| Matías Bizama                                     | AC Colina            | 9       |
| Jhonny Contreras                                  | Brujas de Salamanca  | 9       |
| Julio Castro                                      | Deportes Linares     | 9       |
| Luis Carvajal                                     | AC Colina            | 8       |
| Carlos Vásquez                                    | Deportes Limache     | 8       |
| Felipe Tenorio                                    | Deportes Linares     | 8       |
| Aaron Villagra                                    | Lautaro de Buin      | 8       |
| Matías Pinto                                      | Rancagua Sur         | 8       |
| Juan José Vega                                    | AC Colina            | 7       |
| Matthias Saavedra                                 | Municipal Mejillones | 7       |
| Isaac Maturana                                    | Municipal Santiago   | 7       |
| Diego Carrasco                                    | Tomás Greig          | 7       |
| Mario Palma                                       | Tomás Greig          | 7       |
| Víctor Carvajal                                   | AC Colina            | 6       |
| Álvaro Palma                                      | Deportes Rengo       | 6       |
| José Pizarro                                      | Municipal Mejillones | 6       |
| Diego Delgado                                     | Municipal Santiago   | 6       |
| Mitchell Lagos                                    | Rancagua Sur         | 6       |
| Sebastián Guzmán                                  | AC Colina            | 5       |
| Fabián Ramos                                      | Brujas de Salamanca  | 5       |
| Nicolás Tapia                                     | Escuela Macul        | 5       |
| Luis Salazar                                      | Lautaro de Buin      | 5       |
| Marcel Cortez                                     | Lautaro de Buin      | 5       |
| Nicolás López                                     | Lautaro de Buin      | 5       |
| Jhon Checura                                      | Municipal Mejillones | 5       |
| Carlos Paredes                                    | Provincial Osorno    | 5       |
| Sergio Paredes                                    | Provincial Osorno    | 5       |
| Francisco Cáceres                                 | Provincial Ovalle    | 5       |
| Bryan Mardones                                    | Tomás Greig          | 5       |
| Actualizado el 16 de noviembre de 2018, 21:55 UTC |                      |         |

## Entrenadores
| Listado de Entrenadores | Listado de Entrenadores  | Listado de Entrenadores |
| Equipo                  | Entrenador               | Fechas                  |
| ----------------------- | ------------------------ | ----------------------- |
| Provincial Osorno       | Mauricio Sanz            | 1.° - 9.°               |
| Provincial Osorno       | Nelson Mores             | 10.° en adelante        |
| Deportes Rengo          | Fred Gayoso              | 1.° - 13.°              |
| Deportes Rengo          | Luis Rojas               | 14.°                    |
| Deportes Rengo          | Mauricio Benavides       | 15.° en adelante        |
| Deportes Linares        | Manuel González Vlllagra | 1.° - 13.°              |
| Deportes Linares        | Leandro Méndez           | 14.°                    |
| Deportes Linares        | Rubén Martínez           | 15.° en adelante        |
| Lautaro de Buin         | Álvaro Muñoz             | 1.° - 23.°              |
| Lautaro de Buin         | Ítalo Pinochet           | 24.° en adelante        |
| Trasandino de Los Andes | Ricardo González         | 1.° - 23.°              |
| Trasandino de Los Andes | Miguel Sánchez           | 24.° en adelante        |
| Deportes Limache        | Jeremías Viale           | 1.° - 25.°              |
| Deportes Limache        | Erwin Durán              | 26.° en adelante        |
| Provincial Ovalle       | Jorge Guzmán             | 1.° - 26.°              |
| Provincial Ovalle       | Ramón Climent            | 27.° en adelante        |
|                         |                          |                         |

### Clubes
| - Colina - Deportes Limache - Deportes Linares - Deportes Rengo - Escuela de Fútbol Macul - Lautaro de Buin - Municipal Mejillones - Municipal Salamanca | - Municipal Santiago - Provincial Osorno - Provincial Ovalle - Rancagua Sur - Real San Joaquín - Tomás Greig F.C. - Trasandino |

### Otros
- Tabla de Posiciones Tercera División 2018 Archivado el 14 de junio de 2018 en Wayback Machine.

| Predecesor: Tercera División A 2017 mayo - diciembre de 2017 | Campeonato Nacional de Tercera División A de fútbol en Chile Tercera División A 2018 abril - noviembre de 2018 | Sucesor: Tercera División A 2019 marzo - diciembre de 2019 |

- Datos: Q50686906